# Alchemilla mandoniana
Alchemilla mandoniana é uma espécie de rosácea do gênero Alchemilla, pertencente à família Rosaceae.